# Малък броненосец
Малък броненосец (Zaedyus pichiy) е вид бозайник от семейство Броненосцови (Dasypodidae). Възникнал е преди около 0,13 млн. години по времето на периода кватернер. Видът е почти застрашен от изчезване.

## Разпространение и местообитание
Разпространен е в Аржентина (Буенос Айрес, Кордоба, Ла Пампа, Ла Риоха, Мендоса, Неукен, Рио Негро, Сан Луис (Аржентина), Сан Хуан, Санта Крус и Чубут) и Чили (Айсен, Араукания, Биобио, Валпараисо, Кокимбо, Лос Лагос, Мауле, О'Хигинс и Сантяго).
Обитава пустинни области, места със суха почва, ливади, храсталаци, савани, степи и плантации.

## Описание
На дължина достигат до 29,8 cm, а теглото им е около 1,4 kg. Имат телесна температура около 35,2 °C.
Продължителността им на живот е около 9 години. Популацията на вида е намаляваща.